# Diocèse de Moundou
Le diocèse de Moundou (en latin : Dioecesis Munduensis), au Tchad, épouse les limites des régions du Logone Occidental, au Tchad.

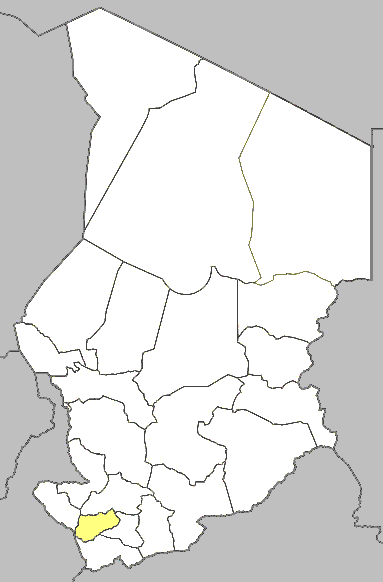
Carte du diocèse de Moundou

## Historique
La préfecture apostolique de Moundou a été érigée le 17 mai 1951 (territoire pris aux préfectures apostoliques de Fort-Lamy et de Garoua). Elle a été élevée au rang de diocèse le 19 février 1959. Depuis cette dernière date, le diocèse de Moundou a perdu une partie de son territoire à deux reprises : le 6 mars 1989 avec l'érection du diocèse de Doba, et le 28 novembre 1998 avec l'érection des diocèses de Goré et de Laï.

## Situation actuelle
- Évêque : Joachim Kouraleyo Tarounga
- Nombre de paroisses : 15 (2014)
- Nombre de catholiques : 896000 (2014)